# Tomoplagia
Tomoplagia is een geslacht van vliegen uit de familie van de boorvliegen (Tephritidae). De wetenschappelijke naam is voor het eerst geldig gepubliceerd in 1910 door Daniel William Coquillett als nomen novum. Het geslacht heette oorspronkelijk Plagiotoma en was benoemd door Hermann Loew  in 1873, maar die naam was eerder reeds gebruikt door Félix Dujardin in 1841.
Deze vliegen komen vooral voor in het Neotropisch gebied. In 2004 waren er 61 soorten in dit geslacht beschreven, waarvan 43 in Centraal- en Zuid-Amerika voorkwamen. Twee soorten komen voor in de Verenigde Staten: Tomoplagia cressoni en Tomoplagia obliqua.
De larven van de meeste soorten ontwikkelen zich als endofaag in de bloemen uit de composietenfamilie, vooral de geslachtengroep Vernonieae. Enkele soorten maken gallen op de stengels van de planten.

## Soorten
De volgende soorten zijn bij het geslacht ingedeeld:
- Tomoplagia aberrans Aczel, 1954
- Tomoplagia achromoptera Prado, Norrbom & Lewinsohn, 2004
- Tomoplagia aczeli  Prado, Norrbom & Lewinsohn, 2004
- Tomoplagia argentiniensis  Aczel, 1955
- Tomoplagia arsinoe  Hering, 1942
- Tomoplagia atelesta  Hendel, 1914
- Tomoplagia atimeta  Hendel, 1914
- Tomoplagia bicolor  Prado, Norrbom & Lewinsohn, 2004
- Tomoplagia biseriata  (Loew, 1873)
- Tomoplagia brasiliensis  Prado, Norrbom & Lewinsohn, 2004
- Tomoplagia brevipalpis  Aczel, 1955
- Tomoplagia carrerai  Aczel, 1955
- Tomoplagia cipoensis  Prado, Norrbom & Lewinsohn, 2004
- Tomoplagia conjuncta  Hendel, 1914
- Tomoplagia costalimai  Aczel, 1955
- Tomoplagia cressoni  Aczel, 1955
- Tomoplagia deflorata  Hering, 1937
- Tomoplagia dejeanii  (Robineau-Desvoidy, 1830)
- Tomoplagia diagramma  Hendel, 1914
- Tomoplagia dimorphica  Prado, Norrbom & Lewinsohn, 2004
- Tomoplagia discolor  (Loew, 1862)
- Tomoplagia fiebrigi  Hendel, 1914
- Tomoplagia formosa  Aczel, 1955
- Tomoplagia grandis  Prado, Norrbom & Lewinsohn, 2004
- Tomoplagia heringi  Aczel, 1955
- Tomoplagia incompleta  (Williston, 1896)
- Tomoplagia interrupta  Prado, Norrbom & Lewinsohn, 2004
- Tomoplagia jonasi  (Lutz & Lima, 1918)
- Tomoplagia kelloggi  Aczel, 1955
- Tomoplagia matzenbacheri  Prado, Norrbom & Lewinsohn, 2004
- Tomoplagia minattai  Aczel, 1955
- Tomoplagia minuta  Hering, 1938
- Tomoplagia monostigma  Hendel, 1914
- Tomoplagia obliqua  (Say, 1830)
- Tomoplagia ovalipalpis  Aczel, 1955
- Tomoplagia pallens  Abreu, Prado, Norrbom & Solfrerini, 2005
- Tomoplagia penicillata  Hendel, 1914
- Tomoplagia phaedra  Hendel, 1914
- Tomoplagia pleuralis  Hendel, 1914
- Tomoplagia propleuralis  Aczel, 1955
- Tomoplagia pseudopenicillata  Aczel, 1955
- Tomoplagia punctata  Aczel, 1955
- Tomoplagia pura  (Curran, 1931)
- Tomoplagia quadriseriata  Hendel, 1914
- Tomoplagia quadrivittata  Lima, 1934
- Tomoplagia quinquefasciata  (Macquart, 1835)
- Tomoplagia reimoseri  Hendel, 1914
- Tomoplagia reticulata  Abreu, Prado, Norrbom & Solfrerini, 2005
- Tomoplagia rudolphi  (Lutz & Lima, 1918)
- Tomoplagia rupestris  Prado, Norrbom & Lewinsohn, 2004
- Tomoplagia salesopolitana  Aczel, 1955
- Tomoplagia separata  Hendel, 1914
- Tomoplagia stacta  Hendel, 1914
- Tomoplagia stonei  Aczel, 1955
- Tomoplagia titschacki  Hering, 1941
- Tomoplagia tripunctata  Hendel, 1914
- Tomoplagia trivittata  (Lutz & Lima, 1918)
- Tomoplagia unifascia  Hendel, 1914
- Tomoplagia variabilis  Prado, Norrbom & Lewinsohn, 2004
- Tomoplagia vernoniae  Hering, 1938
- Tomoplagia voluta  Prado, Norrbom & Lewinsohn, 2004